# كثافة الطاقة
كثافة الطاقة هي كمية الطاقة المخزونة في منظومة ما أو منطقة من الفراغ لكل وحدة حجم (أو لكل وحد كتلة).
عند استخدام وحدة الحجوم تكون وحدات كثافة الطاقة هي نفسها وحدات الضغط

## أمثلة
هنا بعض الامثلة على كثافة الطاقة:
| نوع التخزين                                  | كثافة الطاقة بالكتل (MJ/kg) | كثافة الطاقة بالحجوم (MJ/لتر) | كفاءة الاسترجاع المثلى % | كفاءة الاسترجاع العملية % |
| -------------------------------------------- | --------------------------- | ----------------------------- | ------------------------ | ------------------------- |
| الهيدروجين السائل (محترق في الهواء)          | 143                         | 10.1                          |                          |                           |
| غاز الهيدروجين(محترق في الهواء)              | 143                         | 0.01079                       |                          |                           |
| الميثان (1.013bar, 15 °C) (محترق في الهواء)  | 55.6                        | 0.0378                        |                          |                           |
| الغاز الطبيعي (محترق في الهواء)              | 53.6                        | 10                            |                          |                           |
| الغاز النفطي المسال بروبان (محترق في الهواء) | 49.6                        | 25.3                          |                          |                           |
| الغاز النفطي المسال بيوتان (محترق في الهواء) | 49.1                        | 27.7                          |                          |                           |
| الجازولين                                    | 46.4                        | 34.2                          |                          |                           |
| وقود الديزل                                  | 46.2                        | 37.3                          |                          |                           |

## مقالات ذات صلة
- مرونة الطاقة
- سياسة الطاقة